# Cunardo

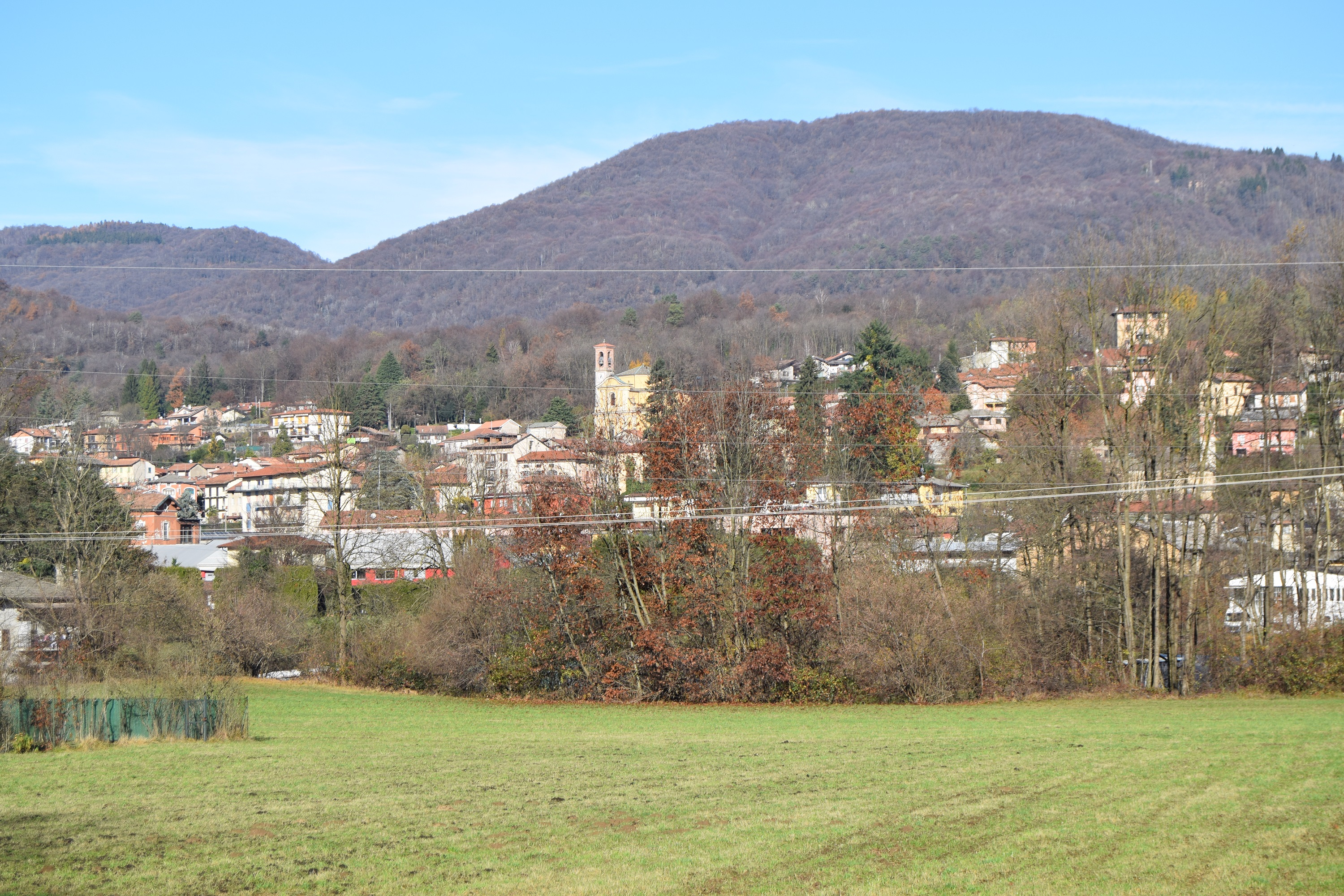
Một phần của đô thị Cunardo

Cunardo là một đô thị ở tỉnh Varese trong vùng Lombardia, có cự ly khoảng 60 km về phía tây bắc của Milan và khoảng 13 km về phía bắc của Varese. Tại thời điểm ngày 31 tháng 12 năm 2004, đô thị này có dân số 2.683 người và diện tích là 6,0 km².
Đô thị Cunardo có các frazioni (đơn vị trực thuộc, chủ yếu là các làng) Camadrino and Raglio.
Cunardo giáp các đô thị: Bedero Valcuvia, Cugliate-Fabiasco, Ferrera di Varese, Grantola, Masciago Primo, Valganna.